# Margeir Pétursson
Margeir Pétursson (* 15. února 1960 Reykjavík) je islandský bankéř a šachista.
V roce 1978 se stal mezinárodním mistrem a v roce 1986 velmistrem. Vyhrál Hastings Premier 1986 a Severské mistrovství v šachu 1987, v letech 1986 a 1987 byl mistrem Islandu. Třikrát se zúčastnil mistrovství světa v šachu a jedenáctkrát šachové olympiády. Jeho nejvyšší hodnocení Elo v kariéře bylo 2585 bodů (rok 1996).
Po ukončení kariéry profesionálního šachisty založil v roce 1999 bezpečnostní firmu a v roce 2003 investiční banku MP Bank. Od roku 2004 žije na Ukrajině a provozuje Bank Lviv. Patří k nejbohatším Islanďanům. Podporuje Stranu nezávislosti.